# Géosel
Géosel est une société française spécialisée dans le stockage souterrain d’hydrocarbures.  Elle utilise des cavités creusées dans les couches profondes de sel, au-dessous du massif du Luberon. Son principal client est la SAGESS (Société anonyme de gestion de stocks de sécurité).

## Historique de la société
Une première société Geostock est créée en 1965, puis la société Géosel-Manosque est créée en 1967.

## Le site de Manosque

### Organisation
Le site de stockage de Manosque a été mis en service en 1969, et se situe au cœur du parc naturel du Luberon. Il est actuellement le premier site européen de stockages d'hydrocarbures liquides par sa taille. Il est relié par cinq conduites construites entre 1969 et 2005, dont une inutilisée, à trois raffineries, au port de Lavéra et aux pipelines SPSE (société du pipeline sud-européen) et SPMR (Société du pipeline Méditerranée Rhône) ,. Il stocke pétrole brut, gazole, essence, carburéacteur et naphta. Un saumoduc évacue la saumure issue du lessivage du sel vers les étangs de Lavalduc et d’Engrenier. La capacité de stockage est de 9,2 millions de m3, la plus importante de France,, soit trois semaines de consommation. Dans cette capacité, 350 000 m3 sont dévolus au naphta, hydrocarbure hautement inflammable et explosif.
Il utilise 28 cavités lessivées par injection d’eau dans le sel, qui est dissous progressivement, entre 600 et 1 000 m de profondeur.
Ses actionnaires et clients sont, en 2010, TSH (50 %) - BASELL Polyoléfines France (26,7 %)  Total Raffinage France (3,40 %), et PETROINEOS Manufacturing France (19 %),.
Il compte 45 salariés et 35 salariés travaillent pour des sous-traitants. Un nouveau site de pilotage est construit, éloigné du site de stockage, en 2012 après le déclassement de 25 000 m2 de zone naturelle protégée.

### Accident de 2010

Situation du site de Manosque, par rapport aux infrastructures pétrolières en France

Le samedi 1er mai 2010, la conduite transportant le naphta rompt à 19 h 20,. Cette fuite est due à une corrosion caverneuse,. Environ 400 m3 de naphta fuient de la canalisation vers le bassin de rétention, et 200 m3 de naphta s’échappent du bassin,,, avant que les vannes de la conduite et les martelières du bassin de rétention soient complètement fermées. Les pompiers déposent un tapis de mousse sur le bassin de rétention pour limiter les risques d’explosion. Malgré le bassin de rétention, l’Ausselet et le Largue sont pollués et quatre barrages flottants sont installés pour éviter la transmission de la pollution à la Durance, et permettre le pompage par camions spécialisés qui est effectué dans la nuit.
La préfecture annonce l’évacuation d’environ 100 personnes, à Beauregard, Mouties (Dauphin), au Foulon et au lotissement des Adrets à Saint-Maime. En réalité, ce sont 282 personnes qui sont évacuées. Dix-neuf d’entre elles ne regagnent leur domicile que le dimanche soir. Deux routes sont coupées. Trois personnes (technicien et pompiers) sont hospitalisées.
À midi le dimanche, le taux de gaz dans l’air était encore à 14 % de la limite inférieure d'explosivité. Les pompiers lèvent leur dispositif vers 17 h 30.
Les captages d’eau de Volx et Manosque sont suspendus le samedi soir puis rétablis le dimanche, les relevés ne montrant pas de trace d’hydrocarbures. À Dauphin, Saint-Maime, et Saint-Martin-les-Eaux, ils restent suspendus plus longtemps.
Comme conséquences, on relève une pollution des sols sur une superficie de 1 500 m2 pollués sur 3 à 4 m d’épaisseur,, malgré l’existence d’un bassin de rétention, prévu pour 15 000 m³. Le fait que ce bassin n’ait pas joué son rôle fait partie des premières conclusions tirées de l’accident. Les rivières Largue et Ausselet sont pollués sur 3 à 4 km de long. De nombreux animaux, vertébrés et invertébrés, sont tués par la fuite de gaz. L’écosystème est sévèrement touché, mais le naphta étant biodégradable et volatil, le repeuplement des cours d’eau s’effectue naturellement dans l’année qui suit l’accident.
La pression d’exploitation autorisée est abaissée de 65 à 55 bars (le 2 mai), puis à 45 bars en fin d’année. Le retour d’expérience permet de relever plusieurs manques dans la conception du plan particulier d'intervention : celui-ci ne prévoyait pas l’éventualité d’une fuite de naphta,, il n’y avait pas d’explosimètres sur place, or le naphta, dont la  densité est de 0,7, se vaporise au contact de l’air. Il peut détoner à partir d’une concentration dans l’air de 0,6 % (limite inférieure d’explosivité, LIE) ; la concentration maximale atteinte pendant la fuite a été de 0,3 % (mais le danger est considéré comme imminent à partir de 20 % de LIE). De plus, le recensement des habitants concernés par le PPI était très imparfait. On relève encore que le PPI de 2005 prévoyait un exercice tous les trois ans, mais qu’aucun n’avait été conduit entre 2005 et 2010. Une inspection complète de la conduite et son changement progressifs sont prévus début 2011.